# كوج (سفينة)

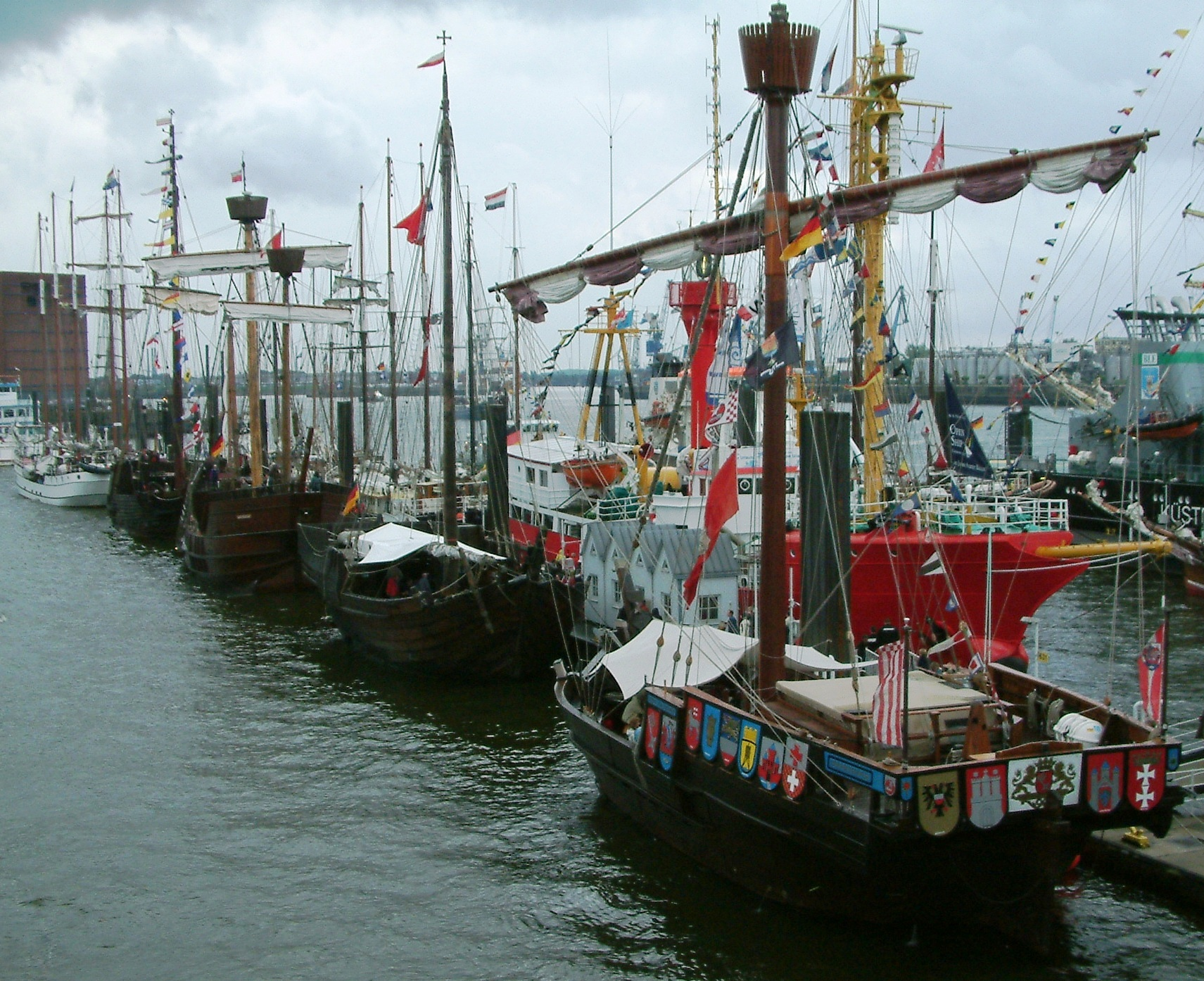

الكوج، هي سفينة كانت تُستخدم في العصور الوسطى، في الغالب للتجارة والنقل ولكن أيضًا في الحروب. مبنية من الألواح الخشبية، وبها سارية واحدة، ومُزودة بِشراع مُربع الشَكل. قد ظهرت لأول مرة في القرن العاشر، وكانت تُستخدم على نِطاق واسِع مُنذُ القرن الثاني عشر. كانت هذه السفن جزءاً أساسياً من نشاط الرابطة الهانزية، وهي رابطة تجارية واقتصادية ازدهرت في شمال أوروبا وبلدان بحر البلطيق. بالإضافة إلى ذلك، كانت سفن الكوج مستخدمة على نطاق واسع لنقل البضائع بين المدن الأوروبية المختلفة، مما ساهم في تعزيز التجارة والنقل البحري في تلك الفترة.
على الرغم من أن اسم الكوج مسجل منذ القرن التاسع فإن السفينة البحرية بهذا الاسم يبدو أنها تطورت على ساحل فريزيا خلال القرن الثاني عشر. مع مرور الوقت، بدأت الكوج تحل محل السفن من نوع الفايكنغ مثل "كنار" في المياه الشمالية خلال القرن الثالث عشر. كانت الكوج قادرة على حمل المزيد من البضائع مقارنة بسفن الكنار من نفس الحجم. وقاعها المسطح كان يسمح لها بالاستقرار بشكل مستوي في الميناء، مما جعل تحميلها وتفريغها أسهل. كما أن جوانبها المرتفعة جعلتها أكثر صعوبة في الصعود إليها في معركة بحرية، مما جعلها أكثر أمانًا من القراصنة.

## وصف السفينة
تعتبر الكوج من السفن المدورة، التي تتميز بقاع مسطح ممتد في منتصف السفينة، والذي كان ينتقل تدريجيًا إلى ألواح متداخلة بالقرب من القوائم. كانت تُدفع بواسطة شراع واحد كبير ومستطيل الشكل. أطوال الكوج البحرية النموذجية تتراوح من 15 إلى 25 مترًا (49 إلى 82 قدمًا) مع عرض يتراوح بين 5 إلى 8 مترات (16 إلى 26 قدمًا)، وكان وزنها يتراوح من 40 إلى 200 طن. نادرًا ما كانت الكوج تصل إلى 300 طن، رغم أن عددًا قليلًا منها كان أكبر بكثير، بحيث يتجاوز 1000 طن. لكل 10 أطنان حمولة مطلوب بحارًا واحدًا، باستثناء أي مقاتلين مخصصين، على الرغم من أن هذا قد يكون أقل من الحجم الفعلي للطاقم وفقًا للممارسات المتوسطة في العصور الوسطى. تم تسجيل طواقم يصل عددها إلى 45 فردًا للسفن المدنية، و60 فردًا لسفينة تزن 240 طنًا وكانت تُستخدم في النقل العسكري.

### الدَفَّة المثبتة في المؤخرة
تُبنى الكوج عادة من خشب البلوط بشكل رئيسي، وكانت تحتوي على ألواح من الخشب المغلق (كلينكر) تغطي جوانبها، وغالبًا ما كانت تبدأ من الألواح السفلية، مع مسامير حديدية مزدوجة مشدودة لتثبيت الألواح. في مقدمة السفينة، كان يتم تشكيل الأخاديد، هذا يسمح بتثبيت نهاية اللوح على الجوانب مع بقاء الألواح الخارجية متساوية عند تلك النقطة ومتساوية مع القوائم. مما يعني أن مرور السفينة عبر المياه لن يسبب رفع أطراف الألواح عن القوائم. قبل تثبيت اللوح التالي، يتم شحذ الحافة السفلية للوح السفلي لتناسب الزاوية التي سيقع عندها اللوح التالي بالنسبة له. وكان هذا يختلف على طول الحافة. بعد ذلك، يتم تثبيت اللوح الجديد في مكانه على اللوح السابق قبل أن يتم تثبيته بشكل نهائي.
كان العارضة الرئيسية (أو عارضة الكيل) أكثر سمكًا من الألواح المجاورة ولم يكن لها تجويف. كانت كل من القوائم الأمامية والخلفية مستقيمة وطويلة إلى حد ما، وكانت متصلة بالعارضة الرئيسية عبر قطع وسيطة تُسمى "الأقواس". كانت الألواح السفلى تنتهي بتجويفات في الأقواس والقوائم، بينما كانت الألواح العلوية تُثبت على الأسطح الخارجية للقوائم. كان التكتيم يتم عادة باستخدام الطحلب المعالج بالقار الذي يُدخل في الأخاديد المنحنية، ويغطى بالشرائح الخشبية، وتُثبت باستخدام دبابيس معدنية تُسمى "سينتل". وكان الهيكل المصنوع من الخشب يُكمل من خلال وجود دَفَّة كبيرة متصلة في المؤخرة على عارضة ثقيلة في المؤخرة، وهي خاصية فريدة تطورت في المناطق الشمالية. كان هناك عمود واحد سميك يُثبت أمام منتصف السفينة، ويُركب في العارضة الرئيسية ويزود بشراع واحد كبير مربع الشكل.

#### مقارنة مع السفن التقليدية في البحر الأبيض المتوسط
كانت الكوج، مقارنةً بالسفن المبنية بتقنية "كارفل" والتي كانت أكثر تقليدية في البحر الأبيض المتوسط، باهظة الثمن وتحتاج إلى حرفيين متخصصين. ومع ذلك، كانت إعدادات الأشرعة الأبسط في الكواغ تعني أن السفن كانت تحتاج إلى نصف عدد الطاقم الذي تحتاجه السفن من نفس الحجم التي كانت مزودة بأشرعة لاتينية، كما كان شائعًا في البحر الأبيض المتوسط. من الفوائد الهيكلية لبناء السفن باستخدام تقنية الكلينكر أنها تنتج سفنًا يمكنها الالتواء والانحناء بأمان حول محورها الطويل (من المقدمة إلى المؤخرة)، مما يعد ميزة في الأمواج الكبيرة في المحيط الأطلسي الشمالي، بشرط أن تكون السفينة خفيفة الوزن. لكن من القيود التي تواجه الكوج هو أنها تفتقر إلى نقاط لتركيب أعمدة إضافية؛ حيث كان من الأفضل وجود أشرعة أمامية وخلفية لزيادة القدرة على المناورة، لكن السفن المبنية بتقنية الكلينكر كانت تقتصر عمومًا على شراع واحد فقط. جعل هذا السفن أقل سهولة في المناورة، مما قلل من قدرتها على التبديل في الموانئ وجعلها تعتمد بشكل كبير على اتجاه الرياح في بداية الرحلات. كان القاع المسطح يسمح للكوج بأن تُسحب بسهولة على الشاطئ وتُفرغ عند انخفاض المد، وهي ميزة مفيدة في حال عدم توفر الأرصفة المخصصة. كان يتوقع أن تدوم الكوج حوالي 40 عامًا في الخدمة.

## أهمية الكوج في التاريخ
لعبت سفن الكوج دوراً حيوياً في التطور الاقتصادي لأوروبا خلال العصور الوسطى. فقد ساهمت في نقل السلع والمنتجات بين مختلف المناطق، مما عزز التجارة والتبادل الثقافي بين الشعوب. كما أن السفن التجارية مثل الكوج كانت أحد العوامل الرئيسية التي ساهمت في نمو المدن الساحلية وتطورها.